# الک دنکورث
اَلِک دَنکْوُرث (به انگلیسی: Alec Dankworth) (زادهٔ ۱۴ مه ۱۹۶۰) آهنگساز و نوازندهٔ کنترباس جَز انگلیسی است. او زادهٔ لندن و فرزند جان دنکورث (آهنگساز و نوازندهٔ جَز) و کلیو لین (خوانندهٔ جَز) است.
دَنکورث که در کالج موسیقی برکلی تحصیل کرده‌است پس از پایان تحصیلات‌اش، در گروه ۵نفرهٔ والدین‌اش مشغول به فعالیت شد. از ۱۹۸۰ تا ۱۹۸۳ به‌همراه آن‌گروه در یک دوره تور در ایالات متحده آمریکا، اروپا و استرالیا شرکت کرد و با تامی چیس، بی‌بی‌سی ریدیو بیگ بند و کلارک تریسی همکاری‌هایی داشت. در سال ۱۹۸۸ به‌همراه نایجل کندی سمفونی جَز سیاه، قهوه‌ای و بژ از آثار دوک الینگتون و چهار فصل ویوالدی را اجرا و ضبط کردند. دَنکورث در دههٔ ۱۹۸۰ علاوه بر هدایت گروه ۴نفرهٔ خودش با دیک موریسی، اسپایک رابینسون، جین توسینت، مایکل گاریک، تامی اسمیت، جولین جوزف و اندی همیلتون همکاری‌هایی داشت. در سال ۱۹۹۰ برای مشارکت در تور دیو بروبک از او دعوت به‌عمل آمد و در سال ۱۹۹۳ در تور اروپا و آفریقای جنوبی عبدالله ابراهیم شرکت کرد.
دنکورث همچنین در دههٔ ۱۹۹۰ به‌همراه پدرش در گروه الک اند جان دنکورث جنریشن بند فعالیت داشته‌است که حاصل آن تابه‌امروز ۲ آلبوم استودیویی بوده‌است.

## آلبوم‌ها
آلبوم‌های استودیویی شخصی
| نام آلبوم               | سال انتشار |
| ۱. If You're Passing By | ۲۰۰۳       |
| ۲. Spanish Accents      | ۲۰۰۸       |

آلبوم‌های الک اند جان دنکورث جنریشن بند
| نام آلبوم         | سال انتشار |
| ۱. Nebuchadnezzar | ۱۹۹۴       |
| ۲. Rhythm Changes | ۱۹۹۶       |